# Liste der Baudenkmäler in Fuchsmühl
Auf dieser Seite sind die Baudenkmäler in dem Oberpfälzer Markt Fuchsmühl zusammengestellt. Diese Tabelle ist eine Teilliste der Liste der Baudenkmäler in Bayern. Grundlage ist die Bayerische Denkmalliste, die auf Basis des Bayerischen Denkmalschutzgesetzes vom 1. Oktober 1973 erstmals erstellt wurde und seither durch das Bayerische Landesamt für Denkmalpflege geführt wird. Die folgenden Angaben ersetzen nicht die rechtsverbindliche Auskunft der Denkmalschutzbehörde.
. Diese Liste gibt den Fortschreibungsstand vom 19. August 2014 wieder und enthält 8 Baudenkmäler.

## Baudenkmäler nach Ortsteilen

### Fuchsmühl
| Lage                          | Objekt                                           | Beschreibung | Akten-Nr.             | Bild                                             |
| ----------------------------- | ------------------------------------------------ | --- | --------------------- | ------------------------------------------------ |
| Marienstraße 43 (Standort)    | Katholische Wallfahrtskirche Unserer Lieben Frau | Saalbau, verputzter Massivbau mit Satteldach, Pilastergliederung und schmalen Querhausarmen, die Türme der zweigeschossigen Doppelturmfassade mit flachen Zeltdächern, 1712–26; mit Ausstattung | D-3-77-119-1 Wikidata | Katholische Wallfahrtskirche Unserer Lieben Frau |
| Schloßallee 15, 17 (Standort) | Ehemaliges Schloss                               | Corps de logis, dreigeschossiger, verputzter Massivbau mit Walmdach und zum Teil mit geohrten Granitfassaden, 18. Jahrhundert Schlossökonomie, Dreiflügelanlage, zweigeschossige Massivbauten mit Walm- und Satteldächern, im Kern 18. Jahrhundert Schlosskapelle Mariä Opferung, Saalbau, verputzter Massivbau mit Satteldach, Schweifgiebel und Rundbogenfenstern, bezeichnet mit „1752“ Schlossparkausstattung, Gedenkstein für Freiherrn von Zoller, Granitobelisk, Steinsitzbänke und Hundegrab, Granitgrabstein, um 1850 | D-3-77-119-3 Wikidata | BW                                               |
| Schulstraße 28 (Standort)     | Kriegerdenkmal                                   | Tempiettoartiger Aufbau mit rustizierten Granitpfeilern, einen Granitblock überfangend, um 1920, nachträglich den Gefallenen beider Weltkriege gewidmet | D-3-77-119-2 Wikidata | BW                                               |

### Güttern
| Lage                                                            | Objekt                                     | Beschreibung | Akten-Nr.              | Bild |
| --------------------------------------------------------------- | ------------------------------------------ | --- | ---------------------- | --- |
| Lohe (Standort)                                                 | Feldkapelle                                | Verputzter Massivbau mit Satteldach, 19. Jahrhundert; mit Ausstattung                                                 | D-3-77-119-6 Wikidata  | BW |
| Mühlfeld (Standort)                                             | Kriegerdenkmal                             | Drei grob behauene Granitstelen mit Inschriftentafeln, 1922, Ergänzung für die Gefallenen des Zweiten Weltkriegs 1955 | D-3-77-119-7 Wikidata  | BW |
| Neuholz (an der Straße von Kornthan nach Voitenthan) (Standort) | Säulenbildstock mit kugelbekrönter Laterne | Granit, bezeichnet mit „1696“                                                                                         | D-3-77-159-14 Wikidata | [[Vorlage:Bilderwunsch/code!/C:49.89625,12.15054!/D:Neuholz (an der Straße von Kornthan nach Voitenthan), Säulenbildstock mit kugelbekrönter Laterne!/\|BW]] |

### Herzogöd
| Lage                   | Objekt                     | Beschreibung | Akten-Nr.             | Bild |
| ---------------------- | -------------------------- | --- | --------------------- | ---- |
| Herzogöd 13 (Standort) | Ehemaliges Kleinbauernhaus | Erdgeschossiges Wohnstallhaus mit Blockbau, Schleppdach, Umgebinde und Außenkeller, im Kern 1712/13 (dendrochronologisch datiert), massiver Stallteil und holzverkleideter Fachwerkgiebel 1798/99, holzverschalter Scheunenanbau bezeichnet mit „1799“ | D-3-77-119-8 Wikidata | BW   |
| Herzogöd 14 (Standort) | Kleinbauernhaus            | Wohnstallhaus, eingeschossiger, verputzter Massivbau mit Greddach, um 1820/30 | D-3-77-119-9 Wikidata | BW   |